# Anne Biget
Anne Biget, född 1749, död 1824, var en fransk sjukvårdare.  Hon är känd för det omfattande och uppmärksammade sjukvårdsarbete hon bedrev bland soldater oavsett nationstillhörighet i Besancon under Napoleonkrigen, och för vilket hon fick utmärkelser av Frankrike, Preussen, Österrike och Ryssland.  Hon var nunna 1769–1790 och sedan verksam vid sjukhuset i Besancon. 